# Lew Luljew
Lew Wieniaminowicz Luljew (ros. Лев Вениаминович Люльев, ur. 4 marca?/17 marca 1908 w Kijowie, zm. 1 listopada 1985 w Moskwie) – radziecki projektant systemów artyleryjskich, rakiet przeciwlotniczych i systemów pocisków rakietowych ziemia-powietrze.

## Życiorys
Urodził się w żydowskiej rodzinie rzemieślniczej. W 1923 skończył 7-letnią szkołę, później pracował w warsztatach mechanicznych, od 1925 pracował w kijowskich zakładach mechanicznych, w 1927 podjął studia na Wydziale Mechanicznym Kijowskiego Instytutu Politechnicznego. W 1931 został skierowany do Ukraińskiego Badawczego Instytutu Inżynierii Rolnej, gdzie wcześniej odbywał praktykę jako projektant, a od 1933 pracował w zakładzie artylerii nr 173 w Permie kolejno jako inżynier zmiany, szef biura racjonalizacji i konstruktor, w 1934 został przeniesiony do sekcji konstrukcji artyleryjskich działu głównego konstruktora Zakładów nr 8 im. Kalinina w Podlipkach (obecnie Korolow) w obwodzie moskiewskim. Brał udział w opracowywaniu i produkcji różnych rodzajów broni i systemów artyleryjskich oraz pierwszego radzieckiego automatycznego celownika konstrukcyjnego z rozwojem prowadzenia pionowego i bocznego. W 1941 wraz z zakładami został ewakuowany do Swierdłowska (obecnie Jekaterynburg), gdzie został zastępcą głównego konstruktora zakładu nr 8, w 1944 brał udział w modernizowaniu 85-milimetrowego działa przeciwlotniczego z 1939. Pod jego kierunkiem od 1945 do 1957 opracowano, przetestowano i wdrożono do produkcji i użytku próbki artylerii przeciwlotniczej, które stanowiły prawie całą artylerię przeciwlotniczą używaną w armii ZSRR, m.in. automatyczne 76-milimetrowe działo KS-6, 85-milimetrowe działo KS-18, 100-mm działo KS-19, 85-mm działo KS-26, 130-mm działo KS-30, 100-mm działo KS-36, 152-mm działo KS-52 i innych. Od 1957 pracował nad konstrukcją pocisków przeciwlotniczych, brał udział w opracowaniu najpotężniejszego na świecie działa przeciwlotniczego KN-52. Kierował opracowaniem przeciwlotniczych pocisków kierowanych i zestawów, pocisków kierowanych, pocisków przeciwrakietowych, pocisków dla zestawów mobilnych, pocisków dla okrętów nawodnych i torped-pocisków dla Marynarki Wojennej. Pod jego kierunkiem opracowano m.in. system rakiet ziemia-powietrze 2K11 Krug, pociski kierowane ZUR 3M8M, ZUR 3M8M1, ZUR 3M8M2, ZUR 9M38 (dla zestawu rakietowego BUK), M-31, Ural SA, KS-172, 3M-54 Kalibr, V-755, 53T6 (PRS-1) dla A-135, 53T6M (PRS-1M), PRS-1M, pociski kierowane Wiraż i Wiraż-M, zestaw RPK-6 Wodopad, pocisk RK-55 i inne. W 1966 kierowane przez niego przedsiębiorstwo przemianowano na Swierdłowskie Konstrukcyjne Biuro Budowy Maszyn "Nowator" Ministerstwa Przemysłu Lotniczego ZSRR; Luljew kierował nim praktycznie do końca życia, będąc jego głównym konstruktorem. W 1966 otrzymał tytuł doktora nauk technicznych. Zmarł w Moskwie, został pochowany w Jekaterynburgu.

## Odznaczenia i nagrody
- Medal Sierp i Młot Bohatera Pracy Socjalistycznej (dwukrotnie, 22 lipca 1966 i 3 września 1985)
- Order Lenina (trzykrotnie, 9 lipca 1945, 22 lipca 1966 i 3 września 1985)
- Order Rewolucji Październikowej (26 kwietnia 1971)
- Order Czerwonego Sztandaru Pracy (dwukrotnie, 12 maja 1941 i 1978)
- Order Czerwonej Gwiazdy (5 czerwca 1942)
- Order „Znak Honoru” (9 sierpnia 1944)
- Nagroda Stalinowska I klasy (1948)
- Nagroda Leninowska (1967)
- Nagroda Państwowa ZSRR (1977)

I medale.